# Dasineura radifolii
Dasineura radifolii är en tvåvingeart som först beskrevs av Ephraim Porter Felt 1909.  Dasineura radifolii ingår i släktet Dasineura och familjen gallmyggor. Inga underarter finns listade i Catalogue of Life.